# Cratere Subbotin
Subbotin è un cratere lunare di 71,66 km situato nella parte sud-occidentale della faccia nascosta della Luna.